# Llanfoist
Llanfoist es una localidad situada en Monmouthshire, Gales (Reino Unido). Según el censo de 2021, tiene una población de 2000 habitantes.
Está ubicada al sureste de Gales, a poca distancia de la muralla de Offa, de la frontera con Inglaterra y del canal de Bristol.